# ウォーレン・ベンソン
ウォーレン・ベンソン (Warren Benson, 1924年1月26日 – 2005年10月6日) はアメリカの作曲家、打楽器奏者、教育者。ウォレン・ベンソンとも表記される。

## 人物
デトロイトに生まれ、音楽のマグネット・スクールだったキャス工科高校(en:Cass Technical High School)で打楽器とホルンの演奏、音楽理論を学ぶ。十代からプロのドラムス、打楽器奏者として活動しており、1943年にミシガン大学に入学、学部生のあいだにデトロイト交響楽団のティンパニ奏者として、オーマンディ、ライナー、グーセンス、バーンスタインなどの指揮で演奏する。
1950年から1952年にかけフルブライト奨学金に選ばれ、テッサロニキのアナトリア大学(en:Anatolia College)で教鞭を取り、合唱団を指導する。帰国後はイタカ大学、南メソジスト大学、イーストマン音楽学校で指導にあたる。イーストマン音楽学校ではリリアン・ファーチャイルド賞(Lillian Fairchild Award)、キルボーン特別教授などに選ばれ、退職後の1994年には名誉教授となる。生徒にはエリック・エワゼンやロバート・パターソンなどがいる。世界吹奏楽協会や打楽器芸術協会の創設メンバーでもある。
作曲はほとんど独学で、100作以上の作品を書いており、40ヶ国以上で作品が演奏され頻繁に録音が行われている。特に合唱曲や、管楽器や吹奏楽のための作品で知られている。管楽器作品はより常套的な手法からは離れ、原色の音色、息の長いフレーズによって緊張感に満ちた時間を作りあげる。ドナルド・ハンスバーガーは、「吹奏楽のシリアスなレパートリーへの、特に興味深い貢献者の一人」と述べている。グッゲンハイム・フェローシップ（1981年）、ウィリアム・レヴェリ作曲コンテスト受賞、ピューリッツァー賞ノミネート（1998年）など数多くの賞を受ける。

## 主要作品

### 声楽曲
- Three Solitary Songs, for medium voice and piano (1964)
- Song of the Pop-Bottlers, for three-part treble a cappella chorus (1970)
- Nara, for Soprano and Ensemble (1970)
- An Englishman with an Atlas or America the Unpronounceable, for a cappella SAB chorus (1976)
- Psalm 24, for Female Chorus and Strings (1978)
- Psalm 139: "Whither Can I Go from Your Spirit?", for SATB chorus and keyboard (1981)
- Songs for the End of the World for Mezzo Soprano and Ensemble (1980)
- Five Lyrics Of Luise Bogan, for mezzo-soprano and flute (1984)
- Sing and Rejoice, for a cappella SSAATTBB chorus (1997)
- 夏の太鼓 The Drums of Summer, for Chamber Choir and Wind Ensemble (1997)
- The Singers and The Cherry Tree, for a cappella SATB chorus (1999)

### 吹奏楽
- 打楽器と管楽オーケストラのための交響曲 Symphony for Drums and Wind Orchestra (1963)
- 落葉 The Leaves Are Falling (1964)
- パッシング・ベル Passing Bell (1974)
- 孤独な踊り子 The Solitary Dancer (1974)
- ジンジャー・マーマレード Ginger Marmalade (1978)
- 交響曲第2番「ロスト・ソングス」 Symphony No. 2 "Lost Songs" (1982)
- ウィングス Wings (1994)
- コンチェルティーノ Concertino for Alto Saxophone (1954)
  - エオリアン・ソング Aeolian Song (1953) - 「コンチェルティーノ」第2楽章

### 室内楽
- A Gentle Song, for B-flat clarinet and piano (1953)
- Quintet, for oboe and string quartet (1957)
- Three Dances for Solo Snare Drum (1961)
- Wind Rose, for saxophone quartet (1966)
- String Quartet No. 1 (1969)
- Canon, for tuba and hand drum (1971)
- Capriccio, for violin, viola, cello, and piano (1971)
- ドリーム・ネット The Dream Net, for alto saxophone and string quartet (1974/78)
- Largo Tah, for Tuba and Marimba (1978)
- Invocation and Dance, for Soprano and Alto Saxophones, Hand Clappers and Foot Stampers (1979)
- Steps, for Brass Quintet (1989)